# Gruppo 70
Gruppo 70 é como ficou conhecido uma plêiade  de intelectuais e artistas italianos. Seu batismo advém do congresso "Arte e Comunicação", concebido pelas mentes de Lamberto Pignotti, Eugenio Miccini, Sergio Salvi e Silvio Ramat.

## Introdução
O Gruppo 70 constituiu-se em maio de 1963, em Florença, como uma agremiação de escritores, críticos, artistas plásticos e músicos dedicados à investigação das relações entre a arte e os novos meios de comunicação de massa. Sua formação é indissociável do congresso Arte e Comunicazione, promovido por Lamberto Pignotti, Eugenio Miccini, Sergio Salvi e Silvio Ramat. O grupo emergiu num contexto de intensas transformações culturais e tecnológicas, refletindo sobre o estatuto da linguagem artística na era da comunicação de massa.

## Desenvolvimento
O Gruppo 70 articulou-se inicialmente em torno das atividades da revista Quartiere (1958–1960), editada por Gino Gerola, Sergio Salvi, Giuseppe Zagarrio, Lamberto Pignotti e Eugenio Miccini. A publicação propunha a revisão crítica da literatura à luz das mudanças sociais e tecno-científicas então emergentes, configurando um projeto de superação das formas tradicionais da expressão artística.
A esse núcleo somaram-se, entre 1963 e 1965, nomes como Giuseppe Chiari, Lucia Marcucci, Ketty La Rocca e Luciano Ori. Paralelamente, o grupo estabeleceu vínculos com o movimento pictórico da Nuova Figurazione e com a escola de Nuova Musica É importante, também, mencionar Antonio Bueno, Vinicio Berti, Gualtiero Nativi, Sylvano Bussotti.
O conceito de poesia tecnológica, introduzido por Pignotti em 1962 em artigos na revista Questo e Altro (L’industria che non si vede e Poesia tecnologica), desempenhou papel crucial. Fundamentado nas teorias de Max Bense, Pignotti advogava uma poética que incorporasse os códigos e temáticas da comunicação de massa, reconhecendo a influência crescente da indústria cultural na formação dos repertórios simbólicos contemporâneos.
A conferência Arte e Comunicazione (1963), cujas atas foram publicadas no suplemento Dopotutto da revista Letteratura, e posteriormente reunidas no volume La poesia in immagine / l’immagine in poesia, consolidou os princípios do grupo. O evento contou com a participação de futuros integrantes do Gruppo 63, como Umberto Eco, Balestrini, Pagliarani e Sanguineti , Pagliarani e Sbem como de destacados críticos como Luciano Anceschi e Gillo Dorfles. Em sua intervenção, Pignotti afirmou que, na década de 1960, as técnicas da vanguarda foram absorvidas e estandardizadas pela indústria publicitária, transformando a arte em mercadoria. Para resistir a esse processo, propôs a adoção de procedimentos como a "colagem" linguística e a integração entre texto e imagem, a fim de operar uma crítica interna aos meios de comunicação.

## Relevância e Legado
O Gruppo 70 representa uma etapa fundamental na história das vanguardas italianas do pós-guerra. Sua insistência na necessidade de repensar a arte à luz das novas condições mediáticas e sociais antecipa debates cruciais para a compreensão das práticas contemporâneas. A articulação entre texto, imagem e tecnologia, proposta pelo grupo, permanece como legado relevante para as gerações subsequentes.